# Campionati europei di ciclismo su strada 2020 - Gara in linea maschile Under-23
La gara in linea maschile Under-23 dei Campionati europei di ciclismo su strada 2020, ventiseiesima edizione della prova, si disputò il 27 agosto 2020 su un circuito di 13,65 km da ripetere 10 volte, per un percorso totale di 136,5 km, con partenza ed arrivo a Plouay, in Francia. La medaglia d'oro fu appannaggio del norvegese Jonas Hvideberg, il quale completò il percorso con il tempo di 3h11'17", alla media di 42,813 km/h; l'argento andò al danese Anthon Charmig e il bronzo al ceco Vojtěch Řepa.
Al traguardo 99 ciclisti su 133 partenti, portarono a termine la competizione.

## Squadre e corridori partecipanti
| N.    | Cod. | Squadra     |
| ----- | ---- | ----------- |
| 1-6   | FRA  | Francia     |
| 7-12  | ITA  | Italia      |
| 13-18 | DNK  | Danimarca   |
| 19-23 | EST  | Estonia     |
| 24-29 | POL  | Polonia     |
| 30-35 | NLD  | Paesi Bassi |
| 36-41 | BEL  | Belgio      |
| 42-47 | SWI  | Svizzera    |
| 48-53 | GBR  | Regno Unito |
| 54-59 | SVN  | Slovenia    |
| 60-65 | SWE  | Svezia      |
| 66-71 | NOR  | Norvegia    |
| 72-75 | PRT  | Portogallo  |
| 76-81 | DEU  | Germania    |

| N.      | Cod. | Squadra     |
| ------- | ---- | ----------- |
| 82-87   | RUS  | Russia      |
| 88-93   | ESP  | Spagna      |
| 94-98   | UKR  | Ucraina     |
| 99-104  | SVK  | Slovacchia  |
| 105-109 | AUT  | Austria     |
| 110-115 | CZE  | Cechia      |
| 116-121 | LUX  | Lussemburgo |
| 122-124 | CRO  | Croazia     |
| 125-126 | BGR  | Bulgaria    |
| 127     | GRE  | Grecia      |
| 128-129 | ROM  | Romania     |
| 130-131 | SRB  | Serbia      |
| 132-133 | LAT  | Lettonia    |

## Ordine d'arrivo (Top 10)
| Pos. | Corridore          | Squadra     | Tempo    |
| ---- | ------------------ | ----------- | -------- |
| 1    | Jonas Hvideberg    | Norvegia    | 3h11'17" |
| 2    | Anthon Charmig     | Danimarca   | s.t.     |
| 3    | Vojtěch Řepa       | Cechia      | a 2"     |
| 4    | Markus Pajur       | Estonia     | a 4"     |
| 5    | Olav Kooij         | Paesi Bassi | s.t.     |
| 6    | Jason Tesson       | Francia     | s.t.     |
| 7    | Jordi Meeus        | Belgio      | s.t.     |
| 8    | Colin Heiderscheid | Lussemburgo | s.t.     |
| 9    | Carlos Salgueiro   | Portogallo  | s.t.     |
| 10   | Michele Gazzoli    | Italia      | s.t.     |